# Cayapa (cooperativa)
El término cayapa es parte de la tradición indígena en Venezuela y se utiliza  para describir el proceso a través del cual miembros de una comunidad trabajan en forma cooperativa en una tarea, bien sea para satisfacer una necesidad individual o colectiva. Se usa para algunas tareas agropecuarias o de caza y pesca y, en especial, para designar otras tareas comunitarias distintas, por ejemplo, en la construcción de viviendas, bien sean colectivas o individuales (familiares), como sucede en La Gran Sabana. El origen de este tipo de trabajo es muy antiguo y corresponde a economías que no conocían el dinero, por lo que la única mercancía de intercambio es el trabajo individual.
Con el desarrollo de una economía monetaria, el significado cooperativo del término cayapa ha venido cayendo en desuso y se reduce a algunas misiones católicas en áreas de escasa densidad de población (por ejemplo, en Kavanayén, en la Gran Sabana) y, por supuesto, en los poblados indígenas, cada vez más reducidos, principalmente por la emigración hacia las ciudades. También en las áreas rurales más remotas se mantiene este sistema, aunque paralelamente exista a menudo algún tipo de compensación en especie o en dinero. No cabe duda de que el término representa la concepción del trabajo cooperativo más antiguo y estable en el tiempo de la población indígena americana, y fueron los pueblos de misión los establecimientos en los que esta concepción coexistió de manera similar y paralela con la propia concepción del trabajo cooperativo que los mismos misioneros tenían.

## Uso peyorativo del término
Al mismo tiempo que el sentido original del término cayapa ha venido cayendo en desuso, ha crecido considerablemente una nueva y negativa acepción del término, que ahora es la más extendida y empleada:

Por lo común, la palabra cayapa se usa peyorativamente para referirse a la agresión que un grupo de individuos hace a una o más personas en situación desventajosa. La palabra se aplica tanto al grupo de atacantes como al acto mismo de realizar este tipo de ataque. Además, la agresión puede ser de tipo físico, a puños o con armas, o de tipo moral. En un debate o discusión, por ejemplo, cuando varios individuos con un mismo criterio u opinión atacan los argumentos de otro que está solo en su posición, suele decirse que le cayeron en cayapa

El sentido original del término se refería al trabajo cooperativo, mancomunado y colaborativo de los campesinos venezolanos, que estaba en pleno uso hasta bien pasados mediados del siglo XX. El sistema fue extensivamente empleado para mantener productivas las tierras en el caso de la siembra, limpieza  y cosecha del café y otros productos agrícolas. Un caso típico es el documentado en el sector Pajuizal en las montañas entre Portuguesa y Lara en donde aún los escasos campesinos que habitan la zona la siguen empleando para sus labores tanto agrícolas como de construcción de sus viviendas. Normalmente la cayapa va acompañada además de las labores del campo, de una reunión al final de las jornadas de trabajo  en donde se comparten alimentación, bebidas, cantos, bailes, tertulias y enamoramientos.